# Love Me, I'm a Liberal
Pistes de Phil Ochs in Concert
Changes When I'm Gone
Love Me, I'm a Liberal est une chanson écrite et composée par le chanteur folk Phil Ochs. Elle est parue en 1966 sur l'album Phil Ochs in Concert.
Ses paroles satirisent les libéraux américains : Ochs dénonce la différence entre leurs paroles et leurs actions en parlant par la bouche du libéral moyen. Ainsi, dans le premier couplet, le libéral raconte avoir pleuré après les meurtres de Medgar Evers et John F. Kennedy, mais dit que « Malcolm X a eu ce qu'il méritait ». Dans le dernier couplet, le libéral s'adresse aux auditeurs d'Ochs en leur disant qu'il était comme eux auparavant, « jeune et impulsif » ; « mais je suis plus vieux et plus sage à présent / et c'est pour ça que je vais vous dénoncer ». Tous les couplets s'achèvent sur cette demande : « Alors aimez-moi, aimez-moi, aimez-moi, j’suis un libéral ».
Au fil des décennies, Love Me, I'm a Liberal a été reprise par divers artistes, le plus souvent en adaptant les paroles aux événements du moment. Ainsi, en 1994, Jello Biafra et Mojo Nixon la reprennent pour critiquer le gouvernement Clinton sur l’album Prairie Home Invasion.